# Со (продукт)
Со (яп. 蘇) — продукт із молока, який виробляли в Японії між VII та X століттями. Йдеться про затверділі молочні пінки. Має легкий смак, подібний на смак кисломолочного сиру. Со використовували як ліки та як пожертву для богів.
Перша згадка належить до епохи імператора Момму (697—707 рр.). Со вважався лікувальним продуктом, тому за його виробництво відповідало аптекарське відомство міністерства імператорського господарства. Спосіб приготування со описаний в Енґісікі, адже його підносили імператорам як подарунок.
Відомо, що со виробляли в Адзіфу, провінція Сеццу (нинішній Хігашійодоґава-ку в Осаці).
З со після подальшого перероблення отримували дайґо.